# Montgomery County, Alabama
Montgomery County är ett administrativt område i delstaten Alabama, USA. År 2000 hade countyt 223 510 invånare. Den administrativa huvudorten (county seat) är Montgomery. 
Maxwell Air Force Base är beläget i countyt.

## Geografi
Enligt United States Census Bureau så har countyt en total area på 2 071 km². 2 045 km² av den arean är land och 26 km² är vatten.

### Angränsande countyn
- Elmore County - nord
- Macon County - nordöst
- Bullock County - öst
- Pike County - sydöst
- Crenshaw County - sydväst
- Lowndes County - väst
- Autauga County - nordväst